# 이정국 (1620년)
이정국(李定國, 1620년 7월 11일 ~ 1662년 7월 21일)은 중국 명나라 태생의 농민군 혁명 가담자이자 남명 제국 제후급 장군 겸 정치인이며 서나라 창건자 장헌충(張獻忠)의 제자(弟子)이다. 자(字)는 홍원(鴻遠)· 영우(寧宇)이며 호(號)는 순일(純一)이다. 산시성 옌안 출신이다.
안서장군(安西將軍)에 봉해졌으며 1646년 장헌충이 전사한 후 손가망(孫可望) 등과 농민군을 이끌고 청나라 군대에 저항하였다. 1652년 광시성, 계림 등에서 청나라 군대를 이기고 북상, 영주, 형양 등 중국 남부 7개 성을 확보하였다. 그러나 손가흥(孫可興) 부장군의 질투로 인하여 광시성으로 물러났다가 운남성으로 가서 주둔하였다. 영력제가 그를 진왕(晉王)에 봉하기도 했다. 영력제가 피신한 뒤에도 계속 청나라 군대에 항거하였다. 1662년 영력제가 죽자 분개하였으며 그도 그 해에 학질풍으로 죽었다.

## 생애

### 초기
중류층 몰락 부농(中流層 沒落 富農)의 슬하 4남 가운데 막내이자 유일한 서자로 출생한 그는 10세 무렵 시절에 장헌충(張献忠)을 처음 알게 되었다. 그는 어려서 손자병법과 자치통감 등을 즐겨 읽었다.
1641년 이자성의 난을 부장급(副將級) 지휘하던 농민 반란군 수석부수장 장헌충(張献忠)의 휘하에 병솔로 첫 가담하였으며 장헌충에게 지략을 인정받은 이후 애능기, 유문수, 손가망과 함께 장헌충 장군의 제자(弟子)가 되어 장헌충을 주군(主君)이자 사부(師父)로 섬겼다.
1644년 2월 9일에 사부 장헌충이 서나라를 창건하여 황제 보위에 오르자 그의 책사를 지내다가 이듬해 1645년 3월 20일을 기하여 25세의 나이로 서나라 행정부 의장에 임명되었으며 이듬해 1646년 12월 20일을 기하여 장헌충이 청나라 군사들의 침략 공격 압력을 받아 서나라 황제 보위에서 쫓겨나자 당시 서나라 총리대신이었던 사제 손가망이 사부 장헌충의 선위를 받은 형식으로써 서나라 제2대 황제 보위에 올랐다. 애초 서나라 행정부 의장이었던 그는 서나라 총리대신에 취임하여 서 사제 손가망의 섭정을 맡았는데 7일 후 1646년 12월 27일을 기하여 손가망도 청나라 군사들의 침공 압력을 견디지 못한 채 결국 사부 장헌충 폐제를 청나라 군사들의 손에 잃고 손가망도 서나라 제2대 황제 보위에 쫓겨난데다가 이정국도 서나라 총리대신 직위에서 쫓겨남과 동시에 서나라의 멸망을 고하였다.

### 말기
이후 손가망은 자칭 평동왕(平東王)，그는 자칭 안서왕(安西王)，유문수(劉文秀)는 자칭 무남왕(撫南王)이라 하였다. 이정국은 1647년 1월 8일을 기하여 귀주로 들어갔다가 윈난성으로 가서, 남명에 투항을 하여 이후 사제들인 애능기, 손가망, 유문수와 아울러 남명 제국 제후급 장군 겸 정치관료를 지내다가 같은 해 1647년 9월에 남명 제국 사천장군(四川將軍) 직위 시절 그 당시 청나라 동천장군(東川將軍)이었던 녹만종(祿萬鍾)을 물리쳤지만 사제 애능기가 남명 황족 종실급 신료들의 계략에 휘말려 이정국, 애능기, 손가망, 유문수는 결국 남명 관직이 집단적 파직되었다.
3개월 후 1647년 12월에 사제 애능기가 남명 윈난성 후이쩌 은신 사저에서 남명 경종 동무제 주상청이 보낸 자객들에게 암살되었으며 2년 후 1649년에 동무제가 붕어하고 남명 소종 영력제 주유랑이 보위에 오르자 이정국은 사제 유문수와 아울러 영력제의 명(命)을 받고 남명 조정에 복귀하여 이정국과 유문수는 남명 제후급 장군 겸 정치관료를 지냈다. 그는 1650년 영력제에 의해 서령왕(西寧王) 작위에 책봉되었고 1656년 진왕(晋王) 작위에 개봉되었다.
1654년 이정국은 정성공과 연대하고 모여서 서로 조약을 맺고 광동신회(廣東新會)를 체결했다. 이후 광둥성과 광저우를 서로 협력해서 공격하기로 했다. 그는 연장강(沿長江) 북쪽을 쳐서 격파하고 소략성을 획득했으며 정성공파는 임찰 주서독군 진영을 서쪽에서 공격했다.
한편, 1658년 4월 25일에는 사제 유문수가 청나라 윈난성 쿤밍에서 갑작스레 천연두에 걸려 병사하는 것을 목도하였다.
1661년 12월 27일 이정국은 영력제의 명을 받아 부르마 타웅우 왕국 타웅우를 행군 횡단하였다. 1662년 5월에 타웅우를 도착하여 순시 지휘하던 중, 영력제의 피살 소식을 접했고 1662년 6월에 학질풍이 발병하여 1개월 후인 7월 11일 타웅우에서 향년 42세로 병사하였다.
후대에 청나라로 옮겨져 베이징 芦沟桥西湖家港에 매장되었다.

## 같이 보기
- 명나라
- 남명
- 장헌충